# Setermoen
Setermoen is een plaats in de Noorse gemeente Bardu, provincie Troms. Setermoen telt 2410 inwoners (2007) en heeft een oppervlakte van 3,28 km².